# Alfredo Morelos
Alfredo José Morelos Aviléz (Cereté, 21 giugno 1996) è un calciatore colombiano, attaccante del Santos.

## Carriera

### Club
Soprannominato El Bufalo, è cresciuto calcisticamente nelle giovanili dell'Independiente Medellín, esordendo in prima squadra il 14 settembre 2014, nel  corso della partita persa per 0-1 sul campo dell'Atlético Nacional.
Il 5 febbraio 2016 passa in prestito ai finlandesi dell'HJK Helsinki, con cui colleziona 37 presenze e 26 gol tra campionato e coppe. Il 4 gennaio 2017 viene riscattato dal club per circa 500.000 euro.
Il 19 giugno 2017 viene acquistato dagli scozzesi dei Rangers per circa un milione di euro. Conclude la sua prima stagione in Scozia realizzando 18 reti in 43 partite tra campionato e coppe. L'esperienza europea termina nell'estate del 2023, dopo 269 gare e 128 reti totalizzate a Glasgow.
il 4 settembre 2023 firma, infatti, un contratto con il Santos, giocando con i brasiliani fino al luglio dell'anno successivo.
Il 18 luglio 2024 passa all'Atlético Nacional, tornando in Colombia dopo 9 anni.  Esordisce il 24 luglio nella gara esterna contro i Millionarios, vinta per 2 a 1.

### Nazionale
Viene convocato nel luglio 2012 nella nazionale Under-17 colombiana ma il suo debutto avviene il 2 aprile 2013 nella partita contro il Paraguay vinta per 9-0. Nel settembre 2014, viene chiamato per la prima volta dalla nazionale Under-20 colombiana, facendo il suo esordio il 16 gennaio 2015, in una vittoria per 6-0 contro l'Uruguay. Successivamente entra nella lista della sua nazionale per il Campionato sudamericano di calcio Under-20 dove disputa la fase finale del torneo.
Il 28 agosto 2018 Morelos ha ricevuto la sua prima chiamata dal CT. Pekerman in nazionale maggiore per le due gare amichevoli contro Venezuela e Argentina. Debutta in nazionale il 7 settembre seguente, nella partita contro il Venezuela entrando al 77° al posto di Radamel Falcao. Segna la sua prima rete con la maglia dei Los Cafeteros il 15 novembre 2019 nell'amichevole vinta nei minuti di recupero contro il Perù.

## Statistiche

### Presenze e reti nei club
Statistiche aggiornate al 23 dicembre 2024.
| Stagione        | Squadra           | Campionato      | Campionato | Campionato | Coppe nazionali | Coppe nazionali | Coppe nazionali | Coppe continentali | Coppe continentali | Coppe continentali | Altre coppe | Altre coppe | Altre coppe | Totale | Totale |
| Stagione        | Squadra           | Comp            | Pres       | Reti       | Comp            | Pres            | Reti            | Comp               | Pres               | Reti               | Comp        | Pres        | Reti        | Pres   | Reti   |
| --------------- | ----------------- | --------------- | ---------- | ---------- | --------------- | --------------- | --------------- | ------------------ | ------------------ | ------------------ | ----------- | ----------- | ----------- | ------ | ------ |
| 2015            | Medellín          | A               | 12         | 1          | CC              | 13              | 5               | -                  | -                  | -                  | -           | -           | -           | 25     | 6      |
| 2016            | HJK               | VL              | 30         | 16         | CF+CdL          | 4+3             | 7+3             | UEL                | 6                  | 4                  | -           | -           | -           | 43     | 30     |
| 2017            | HJK               | VL              | 12         | 11         | CF              | 7               | 5               | -                  | -                  | -                  | -           | -           | -           | 19     | 16     |
| Totale HJK      | Totale HJK        | Totale HJK      | 42         | 27         |                 | 14              | 15              |                    | 6                  | 4                  |             | -           | -           | 62     | 46     |
| 2017-2018       | Rangers           | SPL             | 35         | 14         | CS+CdL          | 3+3             | 2+2             | UEL                | 2                  | 0                  | -           | -           | -           | 43     | 18     |
| 2018-2019       | Rangers           | SPL             | 30         | 17+1       | CS+CdL          | 3+2             | 4+4             | UEL                | 13                 | 4                  | -           | -           | -           | 48     | 30     |
| 2019-2020       | Rangers           | SPL             | 26         | 12         | CS+CdL          | 1+3             | 1+2             | UEL                | 17                 | 14                 | -           | -           | -           | 47     | 29     |
| 2020-2021       | Rangers           | SPL             | 29         | 12         | CS+CdL          | 2+0             | 0               | UEL                | 13                 | 5                  | -           | -           | -           | 44     | 17     |
| 2021-2022       | Rangers           | SPL             | 26         | 11         | CS+CdL          | 1+3             | 0+1             | UCL+UEL            | 1+11               | 1+5                | -           | -           | -           | 42     | 18     |
| 2022-2023       | Rangers           | SPL             | 32         | 11         | CS+CdL          | 4+3             | 0+1             | UCL                | 6                  | 0                  | -           | -           | -           | 45     | 12     |
| Totale Rangers  | Totale Rangers    | Totale Rangers  | 178        | 78         |                 | 28              | 17              |                    | 63                 | 29                 |             | -           | -           | 269    | 124    |
| lug.-dic. 2023  | Santos            | A               | 3          | 0          | -               | -               | -               | -                  | -                  | -                  | -           | -           | -           | 3      | 0      |
| gen.-lug. 2024  | Santos            | A1/SP+B         | 11+6       | 2+2        | CB              | 0               | 0               | -                  | -                  | -                  | -           | -           | -           | 17     | 4      |
| Totale Santos   | Totale Santos     | Totale Santos   | 14+6       | 2+2        |                 | 0               | 0               |                    | -                  | -                  |             | -           | -           | 20     | 4      |
| lug.-dic. 2024  | Atlético Nacional | A               | 22         | 7          | CC              | 6               | 4               | CL                 | -                  | -                  | -           | -           | -           | 28     | 11     |
| Totale carriera | Totale carriera   | Totale carriera | 274        | 115        |                 | 61              | 41              |                    | 69                 | 33                 |             | -           | -           | 404    | 191    |

### Presenze e reti in nazionale
| Cronologia completa delle presenze e delle reti in nazionale ― Colombia | Cronologia completa delle presenze e delle reti in nazionale ― Colombia | Cronologia completa delle presenze e delle reti in nazionale ― Colombia | Cronologia completa delle presenze e delle reti in nazionale ― Colombia | Cronologia completa delle presenze e delle reti in nazionale ― Colombia | Cronologia completa delle presenze e delle reti in nazionale ― Colombia | Cronologia completa delle presenze e delle reti in nazionale ― Colombia | Cronologia completa delle presenze e delle reti in nazionale ― Colombia |
| Data                                                                    | Città                                                                   | In casa                                                                 | Risultato                                                               | Ospiti                                                                  | Competizione                                                            | Reti                                                                    | Note                                                                    |
| ----------------------------------------------------------------------- | ----------------------------------------------------------------------- | ----------------------------------------------------------------------- | ----------------------------------------------------------------------- | ----------------------------------------------------------------------- | ----------------------------------------------------------------------- | ----------------------------------------------------------------------- | ----------------------------------------------------------------------- |
| 7-9-2018                                                                | Miami Gardens                                                           | Venezuela                                                               | 1 – 2                                                                   | Colombia                                                                | Amichevole                                                              | -                                                                       | 77’                                                                     |
| 22-3-2019                                                               | Yokohama                                                                | Giappone                                                                | 0 – 1                                                                   | Colombia                                                                | Amichevole                                                              | -                                                                       | 87’                                                                     |
| 26-3-2019                                                               | Seul                                                                    | Corea del Sud                                                           | 2 – 1                                                                   | Colombia                                                                | Amichevole                                                              | -                                                                       | 46’                                                                     |
| 12-10-2019                                                              | Alicante                                                                | Colombia                                                                | 0 – 0                                                                   | Cile                                                                    | Amichevole                                                              | -                                                                       | 23’                                                                     |
| 15-10-2019                                                              | Lilla                                                                   | Algeria                                                                 | 3 – 0                                                                   | Colombia                                                                | Amichevole                                                              | -                                                                       | 70’                                                                     |
| 15-11-2019                                                              | Miami Gardens                                                           | Colombia                                                                | 1 – 0                                                                   | Perù                                                                    | Amichevole                                                              | 1                                                                       | 62’                                                                     |
| 19-11-2019                                                              | Harrison                                                                | Ecuador                                                                 | 0 – 1                                                                   | Colombia                                                                | Amichevole                                                              | -                                                                       | 46’                                                                     |
| 9-10-2020                                                               | Barranquilla                                                            | Colombia                                                                | 3 – 0                                                                   | Venezuela                                                               | Qual. Mondiali 2022                                                     | -                                                                       | 59’                                                                     |
| 13-10-2020                                                              | Santiago del Cile                                                       | Cile                                                                    | 2 – 2                                                                   | Colombia                                                                | Qual. Mondiali 2022                                                     | -                                                                       | 51’                                                                     |
| 13-11-2020                                                              | Barranquilla                                                            | Colombia                                                                | 0 – 3                                                                   | Uruguay                                                                 | Qual. Mondiali 2022                                                     | -                                                                       | 62’                                                                     |
| 20-6-2021                                                               | Goiânia                                                                 | Colombia                                                                | 1 – 2                                                                   | Perù                                                                    | Coppa America 2021 - 1º turno                                           | -                                                                       | 81’                                                                     |
| Totale                                                                  |                                                                         | Presenze                                                                | 11                                                                      |                                                                         | Reti                                                                    | 1                                                                       |                                                                         |

## Palmarès

### Club
- Campionato finlandese: 1

HJK Helsinki: 2017
- Coppa di Finlandia: 1

HJK Helsinki: 2016-2017
- Campionato scozzese: 1

Rangers: 2020-2021
- Coppa di Scozia: 1

Rangers: 2021-2022
- Copa Colombia: 1

Atlético Nacional: 2024
- Campionato colombiano: 1

Atlètico Nacional: Clausura 2024